# Борис Мовіле
Борис Мовіле (рум. Boris Movilă; нар. 6 жовтня 1928, Хиждієнь) — молдовський письменник, книжковий редактор, публіцист, сценарист і молдовський перекладач.
Мовіле також був заступником президента Комітету кінематографії та головним редактором Молдова-Фільм. Лідер Демократичного форуму румунів Молдови.